# Коралов триъгълник
Кораловият триъгълник е приблизително триъгълна зона в тропическите води около Филипините, Индонезия, Малайзия, Папуа Нова Гвинея, Соломоновите острови и Източен Тимор. Тази област съдържа най-малко 500 вида корали, изграждащи рифове във всеки екорегион. Кораловият триъгълник се намира между Тихия и Индийския океан  и обхваща части от два биогеографски региона: Индонезийско-Филипинския регион и Далечния югозападен Тихоокеански регион.  Като една от осемте големи зони на коралови рифове в света, Кораловият триъгълник е признат за глобален център на морското биоразнообразие и глобален приоритет за опазване. Неговите биологични ресурси го правят глобална гореща точка на морското биоразнообразие. Известна като „Амазонка на моретата“ (по аналогия с тропическите гори на Амазонка в Южна Америка), зоната обхваща 5,7 милиона квадратни километра от океанските води. Тя съдържа повече от 76% от плитководните видове корали в света, изграждащи рифове, 37% от видовете рифови риби, 50% от видовете остри миди, шест от седем вида морски костенурки в света и най-голямата мангрова гора в света. През 2014 г. Азиатската банка за развитие (ADB) съобщава, че брутният вътрешен продукт на морската екосистема в Кораловия триъгълник е приблизително 1,2 трилиона щатски долара годишно и осигурява храна на над 120 милиона души. Според Coral Triangle Knowledge Network регионът годишно носи около 3 милиарда щатски долара валутни приходи от износ на риба и още 3 милиарда от приходи от крайбрежен туризъм.
Световният фонд за природата счита региона за основен приоритет за опазването на морето и се занимава с екологичните заплахи за региона чрез своята програма за кораловия триъгълник, започнала през 2007 г. Центърът на биоразнообразието в Триъгълника е проходът на остров Верде във Филипините. Единствената зона на коралов риф в региона, която е обявена за обект на световното културно наследство на ЮНЕСКО, е в Природния парк Tubbataha Reef във Филипините.

## Биоразнообразие
Въпреки че покрива само 1,6% от океанската площ на планетата, в региона има 76% от всички известни видове корали в света. Като местообитание за 52% от индо-тихоокеанските рифови риби и 37% от световните рифови риби, той съдържа най-голямото разнообразие от коралови рифови риби в света. Повече от 3000 вида костни риби са разпространени в повече от 90% на кораловия триъгълник. Сред най-големите от тези риби са китовата акула, целакантът и химерите.
Кораловият триъгълник е епицентърът на биоразнообразието не само на корали и риби, но и на много други морски организми. Съдържа приблизително 950 вида мекотели и 458 вида ракообразни. Освен това е местообитание за шест от седемте вида морски костенурки в света.
Частите от кораловия триъгълник, които са с най-голям брой видове, съставляват 6% от общата площ на триъгълника. Те включват участъци по крайбрежието на Филипините (включително северното крайбрежие на Лусон, Съливанско море, Бохол, Минданао, Палаван и архипелага Сулу), Малайзия (североизточното крайбрежие на Сабах), Индонезия (северната и югоизточната част на Сулавеси, морето Банда, Молукас и архипелага Раджа Ампат на Папуа), Папуа Нова Гвинея (крайбрежните райони на Маданг, Нова Британия, залива Милн, архипелага Луизиада и остров Бугенвил) и Соломоновите острови (остров Гуадалканал и провинция Макира). Но повече от половината (70%) от зоните в Кораловия триъгълник са класифицирани като райони с ниско видово богатство.
Най-голямата мангрова гора в света също се намира в Кораловия триъгълник. Голямата площ на тези гори и изключителната гама от местообитания и условия на околната среда са изиграли основна роля в поддържането на удивителното биоразнообразие на Кораловия триъгълник.
Съвместна индонезийско-американска морска изследователска експедиция през 2008 г. открива дълбоководно биоразнообразие и подводни активни вулкани на дълбочина от 3800 метра по протежение на западния хребет. Там са открити около 40 нови дълбоководни вида корали. Повечето са белезникави на цвят, тъй като районът не е местообитание за разноцветни видове водорасли, които обикновено са плитки. Установено е, че хидротермалните извори и кораловите рифове на дълбочина от 4000 метра са създали местообитание за морски нишови скариди, раци, морски раковини и морски краставици.
Според министъра на изследванията и технологиите на Индонезия (Националната агенция за изследвания и иновации (National Research and Innovation Agency (Menristek / ръководител на BRIN), Бамбанг Пермади Соемантри Броджонегоро, страните от Кораловия триъгълник се нуждаят от по-голям брой таксономисти и океанографи, за да се справят с предизвикателствата на каталогизирането на биоразнообразието в областта. Той казва, че целта на това изследване е не само да увеличи човешкото познание, но и да се приложи това познание към проекта за защита на крайбрежното и морското биоразнообразие от изчезване.

### Теории за високото видово разнообразие на Кораловия триъгълник
Има три различни теории защо Кораловият триъгълник (триъгълникът на Източна Индия) има толкова голямо разнообразие от видове и всяка теория предлага различен обяснителен модел. Те обикновено се наричат модел „център на произход“, модел „център на припокриване“ и модел „център на натрупване“.
- Моделът на центъра на произход постулира, че популациите с голямо разнообразие в района на архипелага са част от централно разположена наследствена популация, която по-късно се е разпръснала на различни периферни места.
- Моделът на центъра на припокриване постулира, че видовете, първоначално в различни биогеографски региони, са се събрали в резултат на разделяне на популацията (викария) и по-късно са разширили обхвата си.
- Моделът на центъра на натрупване предполага, че популациите на предците, които първоначално са били разпръснати между периферни места, са се събрали на централно място и са образували разнообразна популация.

- Трапезен корал Acropora latistella
- Розов мек корал
- Nembrotha kubaryana
- Spirobranchus giganteus
- Риба папагал
- Призрачна риба Арлекин (Solenostomus paradoxus)
- Анемона (Amphiprion ocellaris)
- Белоока мурена (Gymnothorax thyrsoideus)

## Заплахи
Кораловият триъгълник се намира на кръстопът на бързо нарастващи антропогенни дейности (нарастване на населението, икономически растеж и международна търговия) и климатични промени. Конкуренция, хищничество, риболовни практики, замърсяване на морето, морски отпадъци, драгиране, замърсяване със слънцезащитни  кремове, изменение на климата, подкисляване на океана (OA), болести, развлекателно гмуркане и други проблеми са описани накратко в проблемите на околната среда с кораловите рифове .
Подкисляването на океана е глобална заплаха за екосистемите на кораловите рифове. Въз основа на биоразнообразието в зоната на Кораловия триъгълник щетите ще бъдат нанесени на много сектори, тъй като кораловият риф е основна екосистема в крайбрежната зона. Започвайки с повишаване на нивата на атмосферния въглероден диоксид, калциевият карбонат намалява, след което повишава биоерозията и скоростта на разтваряне. Кораловият триъгълник трябва да има олиготрофни води, така че светлината да проникне и да поддържа фотосинтезата от водорасли zooxanthellae. Въпреки това кораловият риф в Западен Мауи, Хавай, има трайно състояние на богати на хранителни вещества подпочвени води с по-ниско рН, което понижава рН на морската вода. Също така коралите са изложени на нитратни концентрации, 50 пъти по-високи от нормалните. Скоростите на калцификация на коралите са значително намалени, а скоростите на биоерозия са с порядъци по-високи, отколкото в здравите олиготрофни води. Измерването с използване на стойности на по-тежък азотен изотоп (δ15N) показва, че еутрофикацията на рифовата морска вода от наземни източници на замърсяване може да увеличи ефектите от окисляването на океана чрез биоерозия, задвижвана от хранителни вещества. Тези условия биха могли да допринесат за колапса на екосистемите на крайбрежните коралови рифове по-рано, отколкото предвиждат настоящите прогнози, базирани само на подкисляването на океана.
Биоразнообразието и естествената продуктивност на кораловия триъгълник са застрашени от лошо управление на морето (главно от крайбрежно развитие, прекомерен улов и унищожителен риболов), липса на политическа воля, бедност, голямо пазарно търсене, пренебрежение на местно ниво към редки и застрашени видове, изменение на климата (затопляне, подкисляване на океана и покачване на морското равнище). Кораловите рифове са претърпели масово избелване, което заплашва да влоши важните екосистеми. Приблизително 120 милиона души живеят в кораловия триъгълник, от които приблизително 2,25 милиона са рибари, които зависят от здравословните морета, за да изкарват прехраната си. Тези заплахи излагат на риск поминъка, икономиките и бъдещите пазарни доставки на видове като риба тон. Проучванията подчертават тревожния спад на кораловото покритие в този регион.
Тъй като морските ресурси са основен източник на доходи за населението, последиците от загубата на тези критични крайбрежни екосистеми са огромни.

## Запазване
Кораловият триъгълник е обект на усилия за опазване на високо ниво от правителствата в региона, организации за опазване на природата като Световния фонд за природата, Тhe Nature Conservancy and Conservation International и донорски агенции като Азиатската банка за развитие, Глобалния екологичен фонд и USAID.

### Инициатива Коралов триъгълник относно кораловите рифове, риболова и продоволствената сигурност
През август 2007 г. президентът на Индонезия Юдхойоно предлага многостранно партньорство за „опазване на морските и крайбрежните биологични ресурси в региона“ с пет други държави, географски разположени в Кораловия триъгълник (Малайзия, Източен Тимор, Папуа Нова Гвинея, Соломоновите острови и Филипините). Партньорството тогава е наречено Инициатива Коралов триъгълник за кораловите рифове, риболова и продоволствената сигурност (CTI-CFF) .

#### Цели на CTI-CFF
1. Определени и ефективно управлявани приоритетни морски пейзажи
2. Пълно прилагане на екосистемния подход към управлението на рибарството (EAFM) и други морски ресурси
3. Създадени и ефективно управлявани защитени морски зони (ЗМЗ).
4. Постигнати мерки за адаптиране към изменението на климата
5. Подобряване на състоянието на застрашените видове

## Очертаване
Основните критерии, използвани за очертаване на кораловия триъгълник, са:
- Голямо видово биоразнообразие (повече от 500 вида корали, голямо биоразнообразие на рифови риби, фораминифери, гъбни корали и устоноги ) и разнообразие на местообитанията
- От страна на океанографията регионът на индонезийския поток (ITF) (вход = −10,7 до −18,7 Sv; изход = −2,6 Sv до −9,8 Sv) има значителна роля в района на Кораловия триъгълник със своите функции като регулиране на циркулацията на световния океан , климатичната система и устойчивостта на екосистемата, така че регионът да запазва максимално морско биоразнообразие. Включително неговите сложни географски и циркулационни характеристики трябва да се дефинират променливостта в транспорта на пасажите, температурата на морската повърхност и мезомащабната променливост в региона. Сезонната и междугодишната променливост на смесването предполага, че зоната на Кораловия триъгълник е повлияна от ENSO и азиатско-австралийската мусонна система. [26]
- Проходите в зоната на Кораловия триъгълник могат да бъдат определени на десет места. Това са: (1) проток Макасар, (2) проток Лифаматола, (3) пролив Ломбок, (4) пролив Омбай, (5) проход Тимор, (6) проток Лусон, (7) проток Каримата, (8) проток Миндоро, (9) пролив Сибуту и (10) пролив Торес . Сегашната система на Кораловия триъгълник е повлияна от Северното екваториално течение (NEC); Северно екваториално противотечение (NECC); Южно екваториално течение (SEC); Южно екваториално противотечение (SECC); Миндинао Еди (Мейн); Халмахера Еди (HE); и Новогвинейско крайбрежно течение (NGCC). [26]

Съществува значително припокриване между границите на кораловия триъгълник, които се основават предимно на голямо биоразнообразие на коралите (повече от 500 вида), и границите, базирани на зоната с най-голямо биоразнообразие за рибите от коралови рифове.
Документалният филм от 2013 г. „Пътуване до Южния Пасифик“ разказва историята на опазването на Кораловия триъгълник на фона на живота на острова.